# Réveillon (Marna)
Réveillon è un comune francese di 109 abitanti situato nel dipartimento della Marna nella regione del Grand Est.

## Società

### Evoluzione demografica
Abitanti censiti